# Il Fatto Quotidiano
Il Fatto Quotidiano egy olaszországi napilap, tulajdonosa a  Editoriale Il Fatto SpA, több mint 56 ezernyi példányszámával, Olaszország hatodik legolvasottabb napilapja. 

## Története
2008-ban alapította Marco Travaglio újságíró, aki addig Olaszország jelentős napilapjainál (La Repubblica, Unitá) volt szerkesztő. A cím Il Fatto Quotidiano (magyarul: Napi tények) egy olasz szójátékból ered. Travaglio az Il Fatto című egykor a Rai Unón futó közéleti magazin műsorra utal, ami 2002-ben Silvio Berlusconi "bolgár rendelete" értelmében megszűnt, büntetésül, hogy a 2001-es választási kampány során a műsor nem dicsérte Berlusconiékat. Egyfajta tisztelet fejez ki a műsornak és a kirúgott műsorvezetőnek, Enzo Biagonak a címadással Travaglio. 
A lapalapítás szándéka 2009. június 1-én Travaglio voglioscendere.it blogján jelent meg, nem sokára megjelent L'Antefatto címen a lap promóciós weboldala, ami információkat tartalmazott, a leendő lap előfizetési lehetőségeiről illetve a lap fejlesztési projektről. 
Az első szám 2009. szeptember 23-án 100 ezer példánnyal és 32 ezer előfizetővel. Habár a lapterjesztés ekkoriban kizárólag a nagyvárosokra koncentrálódott. 

## Tulajdonosi háttér
Az Il Fatto Quotidianot a Editoriale Il Fatto S.p.A. vállalkozás terjeszti. A céges belső szabályzat értelmében 70%-os tulajdonrész a tulajdonsok között oszlik meg, egyenként egyikük tulajdonrésze sem lehet nagyobb a jegyzett tőke 16%-ánál, 600 ezer eurónál. A maradó 30%-os tulajdonrész a rovatvezető újságírók között oszlik meg. A lap életét érdemben befolyásoló döntésekhez 70%+1 szavazat kell, tehát a lap rovatvezetői nélkül sem lehet döntést hozni. A lapigazgató Giorgio Poidomani. 

## Munkatársak

### Főszerkesztők
- Antonio Padellaro (2009–2015)
- Marco Travaglio (2015 óta)

### Rovatvezetők
- Marco Travaglio
- Nuccio Ciconte
- Vitantonio Lopez
- Sandra Amurri
- Gianni Barbacetto
- Oliviero Beha
- Francesco Bonazzi
- Beatrice Borromeo
- Furio Colombo
- Silvia D'Onghia
- Alessandro Ferrucci
- Enrico Fierro
- Massimo Fini
- Peter Gomez
- Marco Lillo
- Wanda Marra
- Malcom Pagani
- Luca Telese